# 根戸城
根戸城（ねどじょう）は、千葉県我孫子市根戸字荒追付近（下総国相馬郡）にあった日本の城。我孫子市内で最も西に位置する。現在は私有地になっている。戦国時代の城と考えられているが、当時の資料が乏しく、同城について記載した最初の文献は1920年（大正9年）刊行の『富勢村史』であるため、はっきりと断定できることは何一つない。

## 構造・現状
根戸城は、高田支谷と花野井支谷が交わるあたりの標高16〜18mの下総台地に築城されており、主に東西2つの郭から構成されている直線連郭式の城である。ただし段階的直線連郭型式であるというとらえ方も存在する。南には手賀沼を望むことが出来る。したがって松ヶ崎城から約1km下流であり、且つ南東の対岸には戸張城を控える要衝の地であることがうかがえる。

### 現状
郭などの遺構の遺存状態は極めて良好で、現在では我孫子市で最も良好な遺存状態であると言える。城の多くが私有地の山林となっており、南側の低地は畑及び水田と化している。また、西南の字花輪下に道灌橋なる橋があり、約9km南の酒井根で太田道灌による合戦があったことと併せて太田道灌築城説が地元にあると『富勢村史』に記述がある。

### 郭
郭は東西どちらのものも、土塁と空堀に囲われており、連絡通路として使用されたであろう開口部も残っている。
東側の郭は城郭のほぼ中心に位置するため本丸と考えていいであろう、標高は約16mである。その周りを東、北、西に空堀が巡り、東西の郭の境になっている。更に堀と郭の間には土塁が築かれていて、西南西と南に内外の連絡通路としたと推測される開口部があり、どちらも間口は約2mである。また、この東側の郭は台形に似た形をしていて、この郭の南西部にあたる部分は住宅地として開削され、原形を保つことができていない。西南西の虎口が中心の通路で、西側の郭とつながる土橋に出ることができる構造となっている。周囲に築かれている土塁の中では西部が最も基底部の幅が大きく、平均すると約10mである。この土塁は郭との比高差が約4m、上部幅は1mで、南北方向に伸びている。中央に西側の郭に通じている開口部があり、周囲とは1.5mほど低くなっている。開口部から見て南側の土塁は南端で東西に分かれており、東側は郭を囲う様に伸び、開口部で途切れているのに対して西側は約10m突き出て止まっている。東側の土塁をさらにたどると南東部分でおよそ110°屈折し、今度は北方向に直線的に走って西へ行くほど高さが高くなり、北端まで行くと直角に屈折することで郭を一巡りしている。土塁に外側には空堀がさらに一巡しているが、南側に関しては堀と明確に言えない不明確な状態である。南側には住宅地が造成されているため、原形を探るのは難しいが、残っている箇所からテラス状に作られていたと推定されている。
一方で西側の郭は南北に長い長方形のような形をしており、北西に高く南東に低い平坦面で、標高は約19mの所にある。郭の大きさは東西方向がおよそ18mで、南北方向にはおよそ50mとなっている。南は天然の急峻な崖、それ以外は空堀になっている。北側と西側を巡っている土塁について考えてみると、北側は東西に長さ約23m直線的に走っているのであるが、東側半分は高さ約1m・基底部の幅は約3mであり、規模が小さくなっている。対して西側は徐々に高さを増しており、郭内とおよそ2.5mもの差ができているところもある。この北側土塁と西側土塁であるが、この2つの土塁が接する部分でいったん西方に張り出してから直角に折れて南にわずかばかり進んで東に屈折した後に西側土塁に通ずるかたちで、現状では少しふくらみを持って曲がっているだけなのであるが、逆乙字型堀切であると考えられている。この逆乙字型堀切は戦国期の防御系の城郭に多い物であり、ここから当城が戦国時代の防衛系の城郭であるということが推測できるのである。東側の郭の平面形が不整方形であることは防御に適しているとはいえず、東側の郭が西側の郭より2.5~3m低いことも併せて考えると、城郭の構造が非常に自然地形に左右されやすいことがわかる。したがって、この城郭が築城される以前の当地の状況は、この半島状台地が先端部に行けば先端部に行くほど狭く、また標高も低く、半島状台地の根元の部分と半島状台地の先端の部分では、4mもの高低差があったと考えられているのである。
なお、東側の郭の南側にある虎口は南側に位置する帯状腰郭に繋がっており、さらにその南側は崖になっている。この崖には道状のへこみがあり、虎口と考えられている。

### 櫓台
東側の郭のさらに東側は突出していて、櫓台があったと考えられている。この説には根拠がなく、正しいかどうかは分からないが、東西約6m、南北13mの城郭の中で最も東に位置するこの場所は物見櫓の役割を果たしていたことは確認できる。標高は15.5mで、現在はそこに根戸城があったことを示す我孫子市教育委員会の看板が立っている。

### 根小屋
東側の郭の北西には、帯状の腰曲輪または犬走りの様な構造が残っていて、その北東部の台地の下は西から東へと降りる緩やかな斜面となっている。この斜面は中腹から少し下がったところで段状になっていて、ここは人為的につくったものであることが認められる。ここにある平面の土地、段状の土地は古くから「根小屋」といわれている。

### 虎口
東側の郭には郭の節で解説したように2か所の開口部があり、そのうち南側のものは前にわずかにテラス状構造が構成されており、帯状腰郭と考えられる。さらにその先には民家の裏に出る崖方向に道型のへこみがみられ、虎口と考えられている。また、西南西の開口部もかなり形を失ってはいるが西に短い道の様な線が残っており、脇虎口と考えられている。
西側の郭の西にある虎口は、東側の郭の西南西の虎口より規模としては劣るものの、同じ方向からの横矢の跡や落とし穴状遺構があることから、効果を上げていた。

### 折邪
上で紹介した2つの郭を区切っている空堀があるが、その空堀の南半分及び西の郭の西側に存在する空堀の南側は、空堀と平行に走っている土塁がその空堀とクランク状に屈折しており、これは中世の特に戦国時代に城郭の防御機構として非常によく用いられた「折邪」（おりひずみ）の構造である。根戸城のこの折邪は、側面の防御を強化するために設けられたものと考えられており、折邪の多少は、その城の縄張りが良いか悪いかを判断する1つの基準になりえるといわれている。東の郭の南西部にあるものは城が使われていた当時土塁の南側から回り込むような形で配置されていた可能性が高く、この場合は折邪と同じ城の側面の防御を固める目的で作られた逆乙字型堀切の構造であると推察されている。

### 堀切道
西側に位置する郭の南西部の空堀は、折邪の構造を取ってそのまま急峻な城山の斜面を直線的に下っており、下の低地へと通じている。現在でもこの痕跡はよく残っており、城が使用されていた当時に堀切道として利用されていた可能性が高い。或いは根戸城全体の空堀が、堀切道として、または堀底道として利用されていた可能性もあると考えられている。

### 空堀
2つのどちらの郭にも空堀がめぐらされていたものの、現在は西側の郭を囲う空堀は半壊している。東側の郭は南側以外の3方向にめぐらされているが、北西部の空堀が厚くなっており、その角に落とし穴遺構が存在する。なお、南側は腰郭に抜けている。

### その他
西側に位置する郭のさらに西側に約110m進んだところに、台地から低地に下る生活道が南北に走っており、その傾斜地の形状に注目してみると、西側の郭の南西部で見られた折邪と堀切道の合成された構造と同じ構造をしていることがわかる。この構造が根戸城の城郭にかかわっているものであるかどうかは現在不明であるが、今も現地住民の農道として使用されており、検討すべき課題としてマークされている。また、金塚古墳から東側に伸びている溝や同じく金塚古墳の北側に存在する東西に走る溝が根戸城と関係があるのか、またどのような関係があるのかについてはいまだ調査結果が出されていない。

## 歴史
『日本民俗学』の第 201～204 号によれば、鎌倉時代から千葉一族（相馬氏か？）の居城になっていたといわれているようであるが、詳細は不明である。また、平将門の居城であったという説も存在する。
『富勢村史』では1478年（文明10年）に太田道灌が築城したと紹介されているものの、城主は不明としている。また、『千葉縣東葛飾郡誌』には、相馬胤村次郎左衛門の三男・根戸三郎胤光の居地と紹介し、その後道灌の改築を経たことを述べているが、その後の経過については不明であるとしている。そしてこの2つの記述を統合すると根戸城は当初相馬一族の居地として利用され、その後文明年間に道灌が改築し、道灌が去った後は誰の居住地になったところか不明であることになる。しかしこれらが事実であると断定する事はできない。福島県相馬市の歓喜寺が所蔵している『相馬之系図』には、『千葉縣東葛飾郡誌』の示す、相馬胤村の三男・根戸胤光の存在が書かれているが、胤村の三男は時代的に鎌倉時代の後期の人物となり、他の資料からはその存在を確かめることができない為、信憑性は低いとされている。ただ、『日本城郭大系』によると南北朝時代のものと考えられる草摺が出土していることなどもあり、戦国時代以前にこの地に城館があったことも事実であるとされる。上で紹介したようにこの根戸城の遺構には、「折邪」や「逆乙字型堀切」、「異比高面二重土塁」や「帯状腰郭」、さらには「腰郭」などなど、戦国期の防御系の城郭によくみられる遺構が数多く残っており、それも臨時的な城郭などではなくある一定の期間、機能したと推察できる長期防衛用の要塞の形をとっていたことから、戦国期に防御系の城郭として半長期的に機能していたことは確かであると考えられている。また、空堀の中から後述の発掘調査で見つかった瀬戸産の鉢で、15世紀から16世紀のものと比定されている鉢が複数見つかっていることなどからも、この根戸城が戦国時代に半長期的に機能した城であるということが裏付けられている。また、太田道灌の没後は、高城氏の勢力範囲内に入っていた時期もあったことから、高城氏傘下に組み込まれたのではないかと考えられているが、高城氏が後北条氏下に参入し、牛久城・椎津城などの城の勤番や葛西城などの城の構築・整備にあたり始めると、その勢力範囲は根戸城のある所まで届いていたか不明であり、根戸城と高城氏との関係についても未だ謎のままである。なお、同じ我孫子市内の我孫子城には、我孫子氏という氏族が入城していたとみられており、その名前の傾向から高城氏の一族ではないかという説も存在する。
1985年（昭和60年）には我孫子市教育委員会が発掘調査を行っている。

## 発掘調査
前述の通り根戸城では1985年（昭和60年）の7月25日から9月17日に発掘調査が行われていて、5つのトレンチが設定され、それぞれをA～Eの5つに分けて調査している。調査の結果、住居跡9軒（複数の柱穴が見られる一辺5m程度の住居）の他、土壙6基が見つかっている。

### 発掘調査の経緯
Aトレンチは西側の郭のさらに西に、Bトレンチはそのさらに西に、Cトレンチは西側の郭の北に、Dトレンチは東側の郭の北北西の根小屋の坂へ通じる傾斜の上に、EトレンチはDトレンチのさらに北西に、それぞれ設定されている。
| 日付        | 場所                       | 内容 |
| ----------- | -------------------------- | --- |
| 7月25～30日 | 郭の北側                   | 数年間全く手入れがされていなかったため、雑草狩り。 |
| 7月31日     | 西側の郭（以後西郭と省略） | 郭内の草刈り。 |
| 8月1日      | 西郭                       | 北側コーナ部、北側空堀部で写真撮影。 |
| 8月2日      | 西郭                       | 北側の小土塁の写真撮影。 |
| 8月3日      | 西郭                       | 発掘区を確保するために草刈りを再び始める。 |
| 8月5日      | 西郭                       | 南の崖と西から北にトレンチAからDを設定。 |
| 8月6日      | Cトレンチ                  | 発掘開始。 |
| 8月8日      | Cトレンチ、Bトレンチ、西郭 | Cトレンチの表土剥ぎ終了。縄文前期と古墳時代の落ち込み数軒を発見する。また、西郭を完掘し、Bトレンチに着手する。                                             |
| 8月9日      | Bトレンチ、Aトレンチ       | Bトレンチを掘り終わる。古墳時代の住居跡が発見される。 |
| 8月12日     | Aトレンチ、西郭            | どちらも終了。 |
| 8月17日     | Dトレンチ                  | 着手。 |
| 8月19日     | Dトレンチ                  | Dトレンチとかぶる東側の郭（以後東郭と省略）の北北西に位置する土塁に白色粘土が塗ってあることを発見する。                                                    |
| 8月22日     | Dトレンチ、Eトレンチ       | Dトレンチで古墳時代の住居跡が発見される。Eトレンチの発掘を開始する。                                                                                       |
| 8月23日     | Dトレンチ、Eトレンチ他     | Dトレンチ、Eトレンチの発掘を終了し、各トレンチで発見された住居跡をはじめに見つかった住居跡から順にさらに発掘する。また、写真撮影と遺跡の実測に取りかかる。 |
| 9月7日      | 住居跡、土壙               | 完掘。 |
| 9月10日     |                            | 千葉県文化課天野副主査、瀬戸文化財主事が現地を視察。 |
| 8月11～17日 | 各トレンチ                 | 各トレンチを埋め戻し発掘調査を終了する。 |

### 出土物
1. 瀬戸産鉢 （15～16世紀）[50]
2. 住居跡9軒（縄文時代2軒、古墳～平安時代7軒）[47]
3. 土壙6基[51]
4. 鉄製釘（15～16世紀）
5. 瀬戸窯鉄釉擂鉢口縁部1点[注 9]
6. 瀬戸窯擂鉢2点（15～16世紀）[35][52]

### その他の成果
Aトレンチでは諸薬研堀が発見されていて、これは人の手によって埋め戻されたことがわかり、破城された可能性があることが、報告されている。

## アクセス
- 電車
  - JR常磐線 北柏駅下車、徒歩13分[11]。
- バス
  - 根戸バス停下車、徒歩10分[11]。

## 名称
『國學院雜誌』によると、明治38年以前はこの城の呼称は老若を問わず「城山」であったといい、「根戸城」はもともと便宜的につけられた名称であるという。ただし、これについては当時の文書がないことから不明である。なお、当城は現在も現地の人によって「城山」と呼ばれている。また、便宜的に別の名前が付けられた背景であるが、「城山」という名称は根戸城の近くでもほかに複数の城につけられている名称であり、混同を防ぐ目的があったのではないかといわれている。